# Vigilante de seguridad

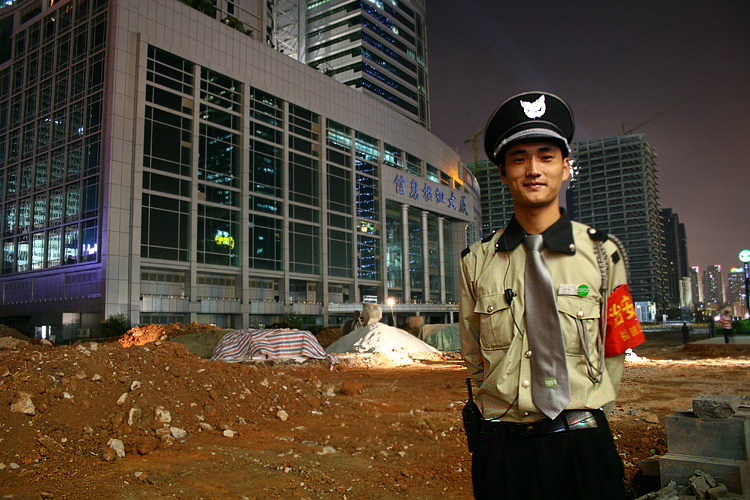
Un vigilante de seguridad prestando servicio en un edificio en construcción en China.

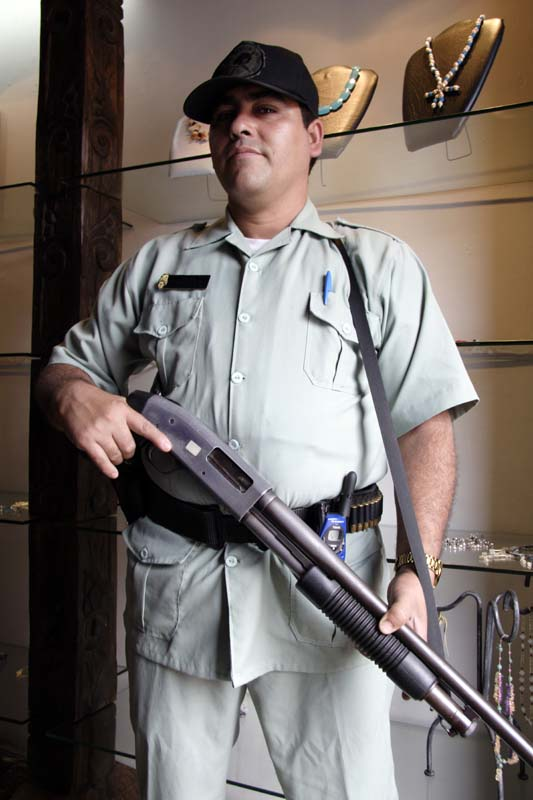
Un vigilante de seguridad armado prestando servicio en una joyería en Guatemala.

Un vigilante de seguridad, dentro del ámbito de la seguridad privada, es un profesional de carácter privado que vela por la seguridad, primordialmente en relación con las personas, edificios y bienes materiales de cuya protección, vigilancia y custodia estuviera principalmente encargado por la empresa u organismo contratante como complemento y contribución a la seguridad pública proporcionada por las fuerzas de seguridad del Estado.
Los vigilantes de seguridad llevan a cabo sus funciones ejerciendo la vigilancia y protección de bienes, establecimientos, lugares y eventos, tanto privados como públicos, así como la protección de las personas que puedan encontrarse en los mismos, llevando a cabo las comprobaciones, registros y prevenciones necesarias para el cumplimiento de su misión. Además, deben evitar la comisión de actos delictivos o infracciones administrativas en relación con su ámbito de protección. En relación con dicho ámbito, cuentan con la autoridad para detener y poner a disposición policial a los delincuentes y sus instrumentos, así como denunciar a quienes cometan infracciones administrativas.

## Historia
La palabra "vigilante" proviene de los primeros centinelas establecidos en la Antigua Roma bajo el nombre de «Vigiles» durante el gobierno del emperador César Augusto y quienes con el tiempo se convirtieron en la Guardia Pretoriana. Sus funciones eran la de servir como un cuerpo élite para la seguridad del César, una especie de fuerza policial que mantenía el orden público en la ciudad, y también actuar como bomberos en caso de incendio.
Ya en la Edad Media, también se conoce que en algunas de las ciudades había personas armadas que recorrían las calles, en especial durante las noches, para así brindar seguridad a los habitantes.
Entre «guarda de seguridad» y «guardia de seguridad» lo correcto es «guarda de seguridad», ya que «guarda» se refiere a 'persona encargada de la custodia o protección de algo'. Por el contrario «guardia» se refiere a un 'miembro de un cuerpo de defensa o vigilancia', como un guardia civil.

### España
En España existían dos figuras reconocidas que desempeñaban funciones de protección y vigilancia: los Vigilantes Jurados (los vigilantes jurados de industria y comercio) y los Guardas de Seguridad. Pero la aparición de la Ley 23 en 1992 y el desarrollo del Reglamento de Seguridad Privada publicado en el BOE de 10 de enero de 1995, acabó con estas denominaciones, implantando finalmente la que actualmente se halla en vigor: vigilante de seguridad.
En España, solo pueden ser contratados a través de una empresa de seguridad. Además, actualmente, dichas empresas pueden ser contratadas por la administración pública para que sus vigilantes actúen en coordinación, y siguiendo órdenes e instrucciones de las Fuerzas y Cuerpos de Seguridad en distintas tareas, como la vigilancia del perímetro exterior de las cárceles, o servicios de seguridad en vía pública.

## Equipamiento
Pueden tener a su disposición gran variedad de recursos, incluyendo recursos técnicos y tecnológicos, como cámaras de video, radios de comunicación, chalecos antibalas o antipuñaladas, detectores de metales o dispositivos electrónicos biométricos de control de acceso como detectores de huella digital e iris del ojo, entre otros. También pueden utilizar perros adiestrados para su defensa y para la detección de diversos tipos de objetos. La dotación obligatoria consta de "grilletes de manilla y defensa de goma semirrígida" (en servicios armados revólver Cal. 38 o escopeta 12/70, en atuneros y otros servicios los medios que autorice el ministerio del interior). Y portar en el pecho, al lado izquierdo, la placa  de Vigilante de seguridad.

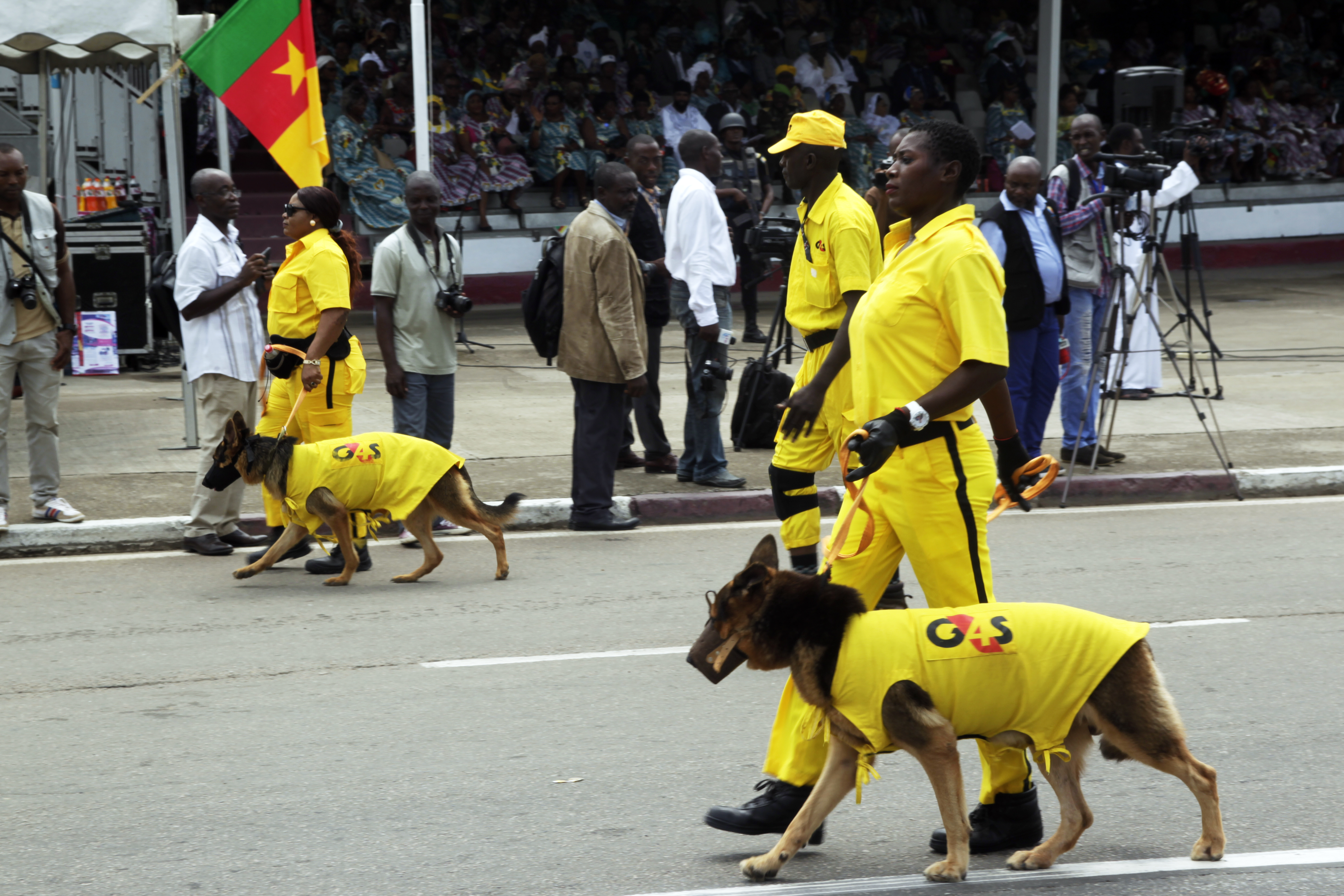
Vigilantes de seguridad con perros en Camerún.

Los servicios de vigilancia pueden ser muy diversos, y generalmente son prestados sin armas, salvo cuando el riesgo para la vida de los vigilantes requiera esta dotación. En todo caso, la utilización de armas requiere la autorización de la delegación del gobierno que corresponda, así como de las armas que sean pertinentes. Hay servicios que son siempre realizados con armas, tales como el transporte de fondos, explosivos, etcétera. Normalmente el arma reglamentaria es el revólver calibre 38-4" y la escopeta del 12/70. La dotación permitida y obligatoria es la defensa de goma semirrígida de 50 cm, pudiendo ser complementada o sustituida por otro medio de defensa, ateniéndose a lo dispuesto en el Reglamento de Armas tras solicitud pertinente. Pueden utilizar grilletes cuando el jefe de seguridad de la empresa a la que pertenezcan lo disponga.

## Servicios
Los servicios de vigilancia pueden ser muy diversos, y generalmente son prestados sin armas, salvo cuando el riesgo para la vida de los vigilantes requiera esta dotación. En todo caso la utilización de un arma requiere la autorización de la delegación del gobierno que corresponda, así como de las armas que sean pertinentes. Hay servicios que son siempre realizados con armas, tales como el transporte de fondos, explosivos, etcétera. Normalmente el arma reglamentaria es el revólver calibre 38-4" y la escopeta del 12/70.

## Funciones
Las funciones del vigilante de seguridad están reguladas por la Ley 5/2014, de Seguridad Privada, y su normativa de desarrollo. Entre sus tareas principales se encuentran la vigilancia y protección de bienes, establecimientos, lugares y eventos, así como la protección de las personas que se encuentren en ellos.
Los vigilantes realizan labores preventivas, como el control de accesos, rondas de inspección, supervisión de sistemas de videovigilancia y verificación de alarmas. También pueden llevar a cabo registros y comprobaciones dentro del ámbito de su servicio, con el fin de evitar actos delictivos o infracciones administrativas.
En caso de presenciar un delito flagrante, tienen la capacidad de proceder a la detención del autor y su puesta a disposición de las fuerzas y cuerpos de seguridad del Estado. Asimismo, colaboran con estos últimos cuando así lo establece la normativa o el contrato de prestación del servicio.
Otras funciones incluyen la redacción de partes de incidencia, el uso de medios técnicos de seguridad y la intervención en situaciones de emergencia, todo ello conforme a los principios de legalidad, proporcionalidad y responsabilidad.